# Lupinus campestris
Lupinus campestris är en ärtväxtart som beskrevs av Diederich Franz Leonhard von Schlechtendal och Adelbert von Chamisso. Lupinus campestris ingår i släktet lupiner, och familjen ärtväxter. Inga underarter finns listade i Catalogue of Life.